# Bradysia dilucida
Bradysia dilucida är en tvåvingeart som beskrevs av Werner Mohrig 2003. Bradysia dilucida ingår i släktet Bradysia och familjen sorgmyggor.
Artens utbredningsområde är Honduras. Inga underarter finns listade i Catalogue of Life.